# Батько-хазяїн
«Батько-хазяїн» (італ. Padre Padrone) — італійський фільм-драма 1977 року, поставлений режисерами Паоло і Вітторіо Тавіані за автобіографічною книгою Ґавіно Ледди. Тавіані знімали у стрічці як професійних, так і непрофесійних акторів із сільської місцевості Сардинії.
Фільм здобув Золоту пальмову гілку та Приз ФІПРЕССІ 30-го Каннського міжнародного кінофестивалю (1977) та отримав низку інших фестивальних та професійних номінацій і нагород .

## Сюжет
Вражаюча історія боротьби юнака з власним батьком, з утілюваним ним патріархальним життєвим устроєм, що переважає в деяких сільськогосподарських районах, зокрема на Сардинії. Життя героя проходить в постійній праці і самотності: він втрачає мову від відсутності спілкування, оточений лише курми та вівцями; він вимушений терпіти побої за щонайменшу провинність; у 20 років він не уміє ні читати, ні писати. Лише в армії він здобуває початкову освіту та зі здивуванням виявляє, що у світі є багато прекрасних речей — музика, література, лінгвістика. Проте його батько, що прожив усе життя в марному прагненні накопичити грошей, не може зрозуміти і прийняти це, змиритися з цим.

## У ролях
| Омеро Антонутті       | ···· | батько         |
| Саверіо Марконі       | ···· | Ґавіно         |
| Марчелла Мікеланджелі | ···· | мати           |
| Фабріціо Форте        | ···· | молодий Ґавіно |
| Маріно Ченна          | ···· | молодий пастух |
| Станко Мольнар        | ···· | Себястьяно     |
| Нанні Моретті         | ···· | Чезаре         |
| П'єрлуїджі Альвау     | ···· |                |
| Джузеппіно Анджіоні   | ···· |                |
| Фабіо Анджіоні        | ···· |                |

## Визнання
| Нагороди та номінації фільму «Батько-хазяїн» | Нагороди та номінації фільму «Батько-хазяїн»      | Нагороди та номінації фільму «Батько-хазяїн»           | Нагороди та номінації фільму «Батько-хазяїн» | Нагороди та номінації фільму «Батько-хазяїн» | Нагороди та номінації фільму «Батько-хазяїн» |
| Рік                                          | Кінофестиваль/кінопремія                          | Категорія/нагорода                                     | Номінант                                     | Результат                                    |                                              |
| -------------------------------------------- | ------------------------------------------------- | ------------------------------------------------------ | -------------------------------------------- | -------------------------------------------- | -------------------------------------------- |
| 1977                                         | Берлінський міжнародний кінофестиваль             | Гран-прі Інтерфільм                                    | Батько-хазяїн                                | Перемога                                     |                                              |
| 1977                                         | 30-й Каннський міжнародний кінофестиваль          | Золота пальмова гілка                                  | Батько-хазяїн                                | Перемога                                     |                                              |
| 1977                                         | 30-й Каннський міжнародний кінофестиваль          | Приз ФІПРЕССІ                                          | Батько-хазяїн                                | Перемога                                     |                                              |
| 1978                                         | Премія BAFTA                                      | Найкращий актор-новачок у головній ролі                | Саверіо Марконі                              | Номінація                                    |                                              |
| 1978                                         | Премія Давид ді Донателло                         | Спеціальний Давид                                      | Паоло і Вітторіо Тавіані                     | Перемога                                     |                                              |
| 1978                                         | Премія Золотий глобус (Італія)                    | Найкращий режисер                                      | Паоло і Вітторіо Тавіані                     | Перемога                                     |                                              |
| 1978                                         | Італійський національний синдикат кіножурналістів | Премія «Срібна стрічка» за найкращу режисерську роботу | Паоло і Вітторіо Тавіані                     | Перемога                                     |                                              |
| 1978                                         | Італійський національний синдикат кіножурналістів | «Срібна стрічка» найкращому акторові-дебютанту         | Саверіо Марконі                              | Перемога                                     |                                              |
| 1978                                         | Премія Золотий кубок (Італія)                     | Найкращий режисер                                      | Паоло і Вітторіо Тавіані                     | Перемога                                     |                                              |